# Hoverboard
Pour les articles homonymes, voir Overboard.
L'hoverboard est au départ un objet fictif, anticipation futuriste cinématographique d'une trottinette évoluée, dépourvue de roues et permettant de se déplacer en planant de quelques centimètres au-dessus du sol par lévitation ou sustentation électromagnétique. Il apparaît au grand public pour la première fois dans le film Retour vers le futur 2.
Dans la vie réelle et à la suite du film, plusieurs sociétés ont mené des recherches et conçu divers prototypes se rapprochant du concept initial.
Puis des modèles de gyropodes sans guidon et avec roues ont été conçus par de nombreuses sociétés commerciales sous le nom générique d'hoverboard.

## Fiction

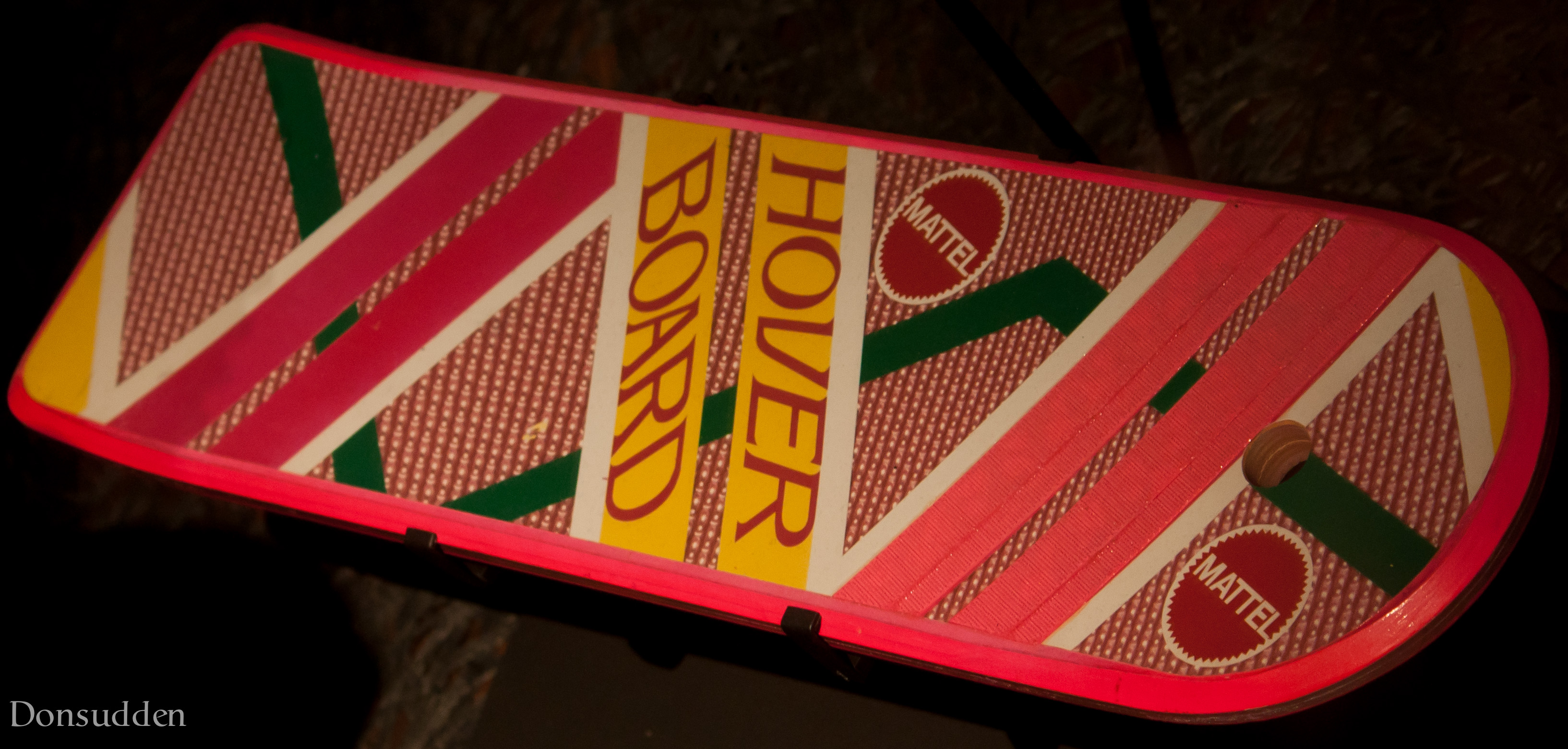
Un hoverboard du film Retour vers le futur 2.

Objet de fiction initialement créé pour les films Retour vers le futur 2 et 3 de Robert Zemeckis, le hoverboard manipulé par Michael J. Fox est simulé pour le tournage grâce à un système de câbles et autres techniques mécaniques. Dans les films, il est expliqué qu'il ne fonctionne pas sur l'eau, et l'on retrouve cette propriété dans l'hoverboard employé dans le jeu vidéo Unreal Tournament 3, où il ne fonctionne pas non plus sur l'eau et permet de planer en avançant rapidement comme un skateboard sans roue.
Dans les films, celui de Marty McFly est de marque Mattel.
Le film Retour vers le futur 2 met également en scène une variante de l'hoverboard appelée « Pit Bull ». Utilisée par Griff Tannen, cette version est équipée de petits propulseurs qui rendent la planche autonome.

## Application réelle
En octobre 2011, lors de la fête de la science, une équipe de chercheurs français de l'université Paris-Diderot (laboratoire MPQ-CNRS) présente un hoverboard supraconducteur nommé Magsurf. Le skate contenant les éléments supraconducteurs (YBCO) refroidis à l'azote liquide lévite sur 5 m de rail d'aimants (NdFeB) très puissants. La technologie de lévitation supraconductrice avec l'ancrage des vortex a été utilisée. Ce hoverboard, construit dans un but pédagogique, montre un effet visuel et ludique de la physique quantique, la supraconductivité.
Le 25 juin 2015, la société japonaise Lexus publie une courte vidéo montrant un prototype d'Hoverboard en position statique ; une présentation devant se tenir à Barcelone dans les semaines suivantes. Il s'agit cependant d'une technologie utilisant la supraconductivité et qui ne peut donc fonctionner que sur une zone aménagée à cet effet. Le 18 juillet, une nouvelle vidéo est publiée.
Le 23 décembre 2015, la société Arca Space Corporation annonce la commercialisation du tout premier hoverboard fonctionnel. Son nom est l'ArcaBoard, il est composé de 36 ventilateurs et peut transporter jusqu'à 110 kg pendant une durée de 6 min.
Le 22 mars 2023, un français nommé Damien Dolata a lancé sa première version d'un hoverboard fonctionnel appelé Ripulse sur youtube. Pour l'instant, cet hoverboard est capable de faire léviter une personne pesant jusqu'à environ 30 kg au-dessus du sol. Il est composé de 4 répulseurs magnéto-rotatifs qui créent un courant de Foucault dans un sol conducteur,,

## Usage commercial du terme
L'utilisation de l'appellation « hoverboard » est de plus en plus courante[Quand ?] pour la désignation des gyropodes sans guidon et sans selle et qui sont donc à distinguer des gyropodes sans guidon (en anglais self-balancing scooter). Selon cette infographie[Laquelle ?], le mot hoverboard est majoritairement utilisé par les marques dans la grande distribution européenne afin de faciliter la prononciation.[réf. nécessaire]

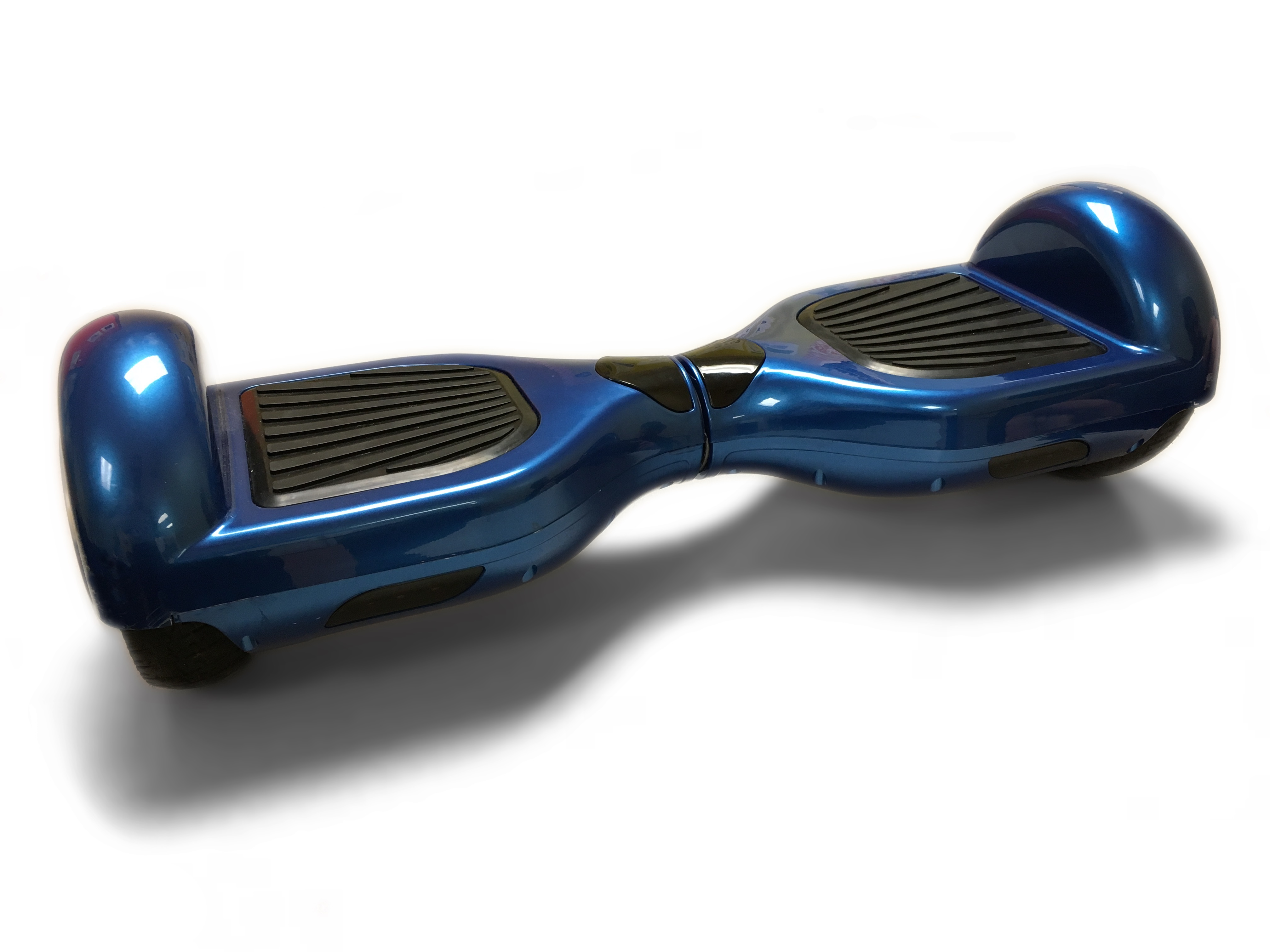
Gyropode sans guidon.

Les origines de la soudaine popularité de l'hoverboard sont floues : elles font d'ailleurs l'objet de plusieurs procès entre différentes entreprises pour atteinte à la propriété intellectuelle. Un entrepreneur chinois, Shane Chen, affirme être le premier à avoir inventé cette planche motorisée, qu'il a baptisée l'hovertrax.
Avec un temps de retard à son lancement, l'engouement touche aussi la France.
Face à la forte médiatisation des incendies liés aux batteries de ces appareils, une vague de contrôles et de rappels a lieu dès 2016 et se poursuit encore en 2019.